# Cacerolazo
Un cacerolazo —también conocido como caceroleo o cacerolada—, es una forma de protesta en que los manifestantes hacen saber su descontento mediante ruido acompañado, típicamente golpeando cacerolas, ollas u otros utensilios domésticos. Los manifestantes pueden salir a las calles y concentrarse en un lugar determinado o participar desde sus casas, pudiendo de esta manera alcanzar la protesta un alto grado de adhesión y participación.
El cacerolazo se caracteriza por ser una manifestación en rechazo de algo, generalmente se realizan de forma pacífica se usan en la mayoría de los casos para rechazar las políticas de un gobierno o determinadas decisiones gubernamentales, y raramente en pro de algo. Se promueven como un reclamo de interés popular alejado de los intereses partidarios. Al igual que otros tipos de manifestaciones, puede darse de forma espontánea o ser convocado por un grupo de personas, ya sea una fuerza política u otro tipo de organización. Los cacerolazos vienen acompañados a menudo de otras medidas de protesta popular, como apagones voluntarios, boicots al consumo, bocinazos, funas, bloqueos de calles y "sentadas".

## Origen
Las primeras protestas de este estilo ocurrieron en Francia en la década de 1830, al comienzo de la Monarquía de Julio, por parte de los opositores del régimen de Luis Felipe I de Francia. Según el historiador Emmanuel Fureix, los protestantes tomaron de la tradición del charivari el uso del ruido para manifestar desaprobación, y golpearon cacerolas para hacer ruido contra políticos oficialistas. Esta forma de mostrar descontento se volvió popular en 1832, llevándose a cabo principalmente en la noche y a veces con la participación de miles de personas.
Más de un siglo después, en 1961, se realizaron en Argelia "las noches de las cacerolas", en el marco de la guerra de Independencia de Argelia. Fueron estruendosos despliegues de ruido en ciudades del territorio, realizados con cacharros caseros, silbatos, bocinas y el grito de "Argelia francesa".
En las décadas siguientes este tipo de protesta se circunscribió casi exclusivamente en América Latina, siendo Chile el primer país de la región con registro de ellas. Posteriormente se la ha visto también en España y Argentina —donde se le llama cacerolazo—, y en otros países. 

## Chile
Es en Chile donde se hallan los primeros registros de cacerolazos en Iberoamérica.

### Gobierno de Salvador Allende
Este tipo de protesta ocurrió por primera vez en Chile y en América Latina en contra del gobierno de la Unidad Popular (UP) del socialista Salvador Allende (1970-1973), por la crisis económica y fue organizado por sectores de derecha de la población contrarios al gobierno. Convocadas de boca en boca, al caer la noche, en los barrios más acomodados de Santiago mujeres y niños salían a los balcones de sus departamentos y a los jardines de sus casas para hacer sonar las cacerolas. También el 1 de diciembre de 1971, en el centro de la capital chilena, un grupo de mujeres de todos los estratos sociales marchó y golpeó sus cacerolas gritando consignas en oposición al gobierno. La marcha se replicó en varias ciudades del país y se reiteró en numerosas ocasiones con el nombre de "marchas de las cacerolas". De su éxito surgió la agrupación Poder Femenino. Por lo general se efectuaban entre las 20 y las 21 horas. Además, tuvieron la adhesión del Partido Demócrata Cristiano (PDC), el Partido Nacional (PN) de orientación de derecha y el movimiento nacionalista Patria y Libertad, entre otros partidos de oposición.
En alusión a esta forma de manifestación, el conjunto Quilapayún en 1972 lanzó el tema musical «Las ollitas», del compositor Sergio Ortega Alvarado. En ella se canta:
La derecha tiene dos ollitas
una chiquitita, otra grandecita...

### Dictadura militar

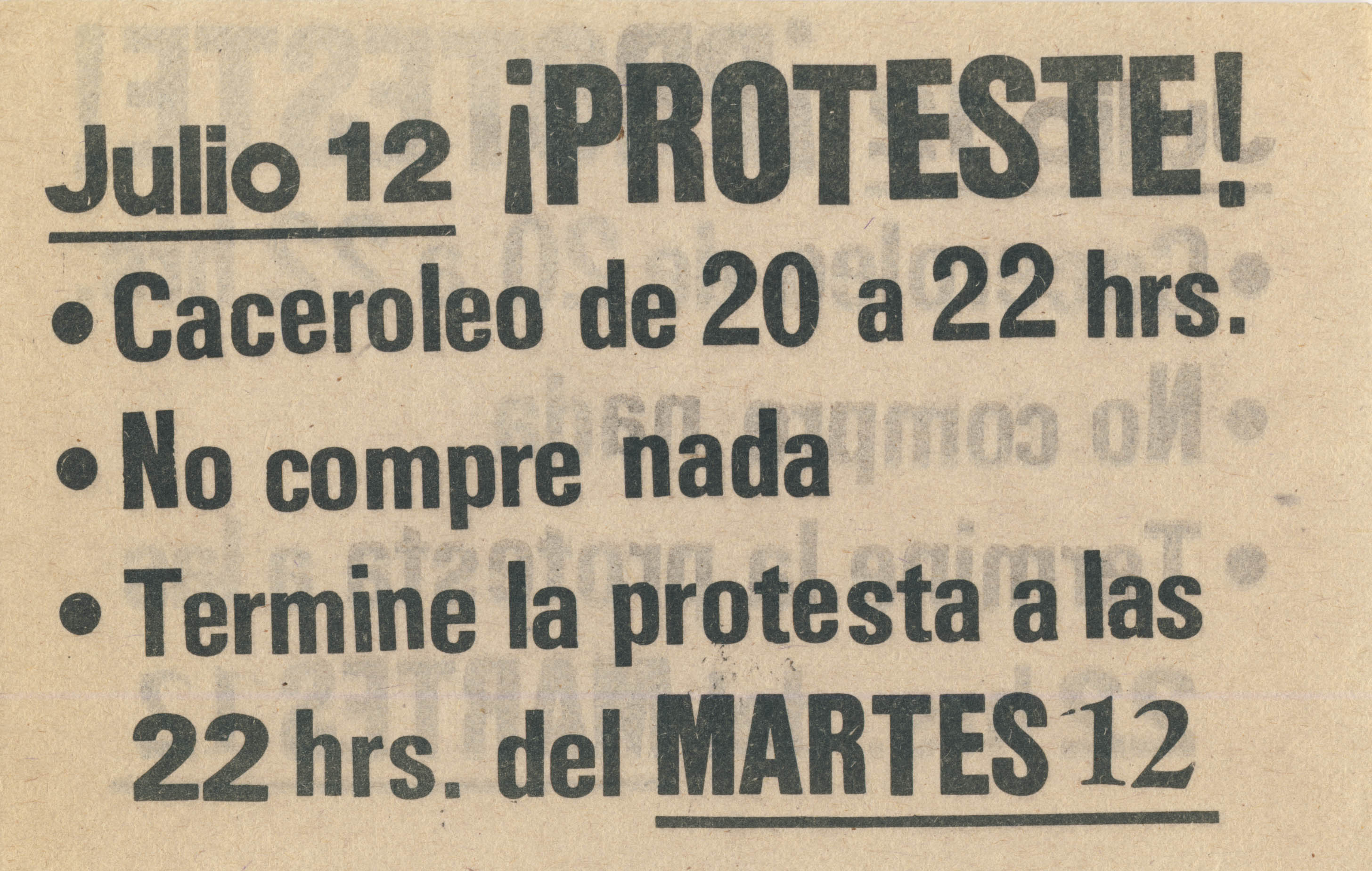
Panfleto llamando a un caceroleo durante las llamadas Jornadas de Protesta Nacional durante la dictadura militar en 1983.

Tras casi una década de la dictadura militar del general Augusto Pinochet, los sectores populares de izquierda se apropiaron de esta forma de protesta iniciada anteriormente por sectores de derecha contra Allende, como una manera de evitar la represión en las calles.
La primera gran manifestación contra la dictadura de Pinochet fue el 11 de mayo de 1983, convocada por la Confederación de Trabajadores del Cobre, liderada en esa época por el joven dirigente sindical Rodolfo Seguel. Según Seguel, la idea era realizar un paro, que fue suspendido al conocerse «que iba a haber una gran matanza», por lo que el reclamo derivó en cacerolazos. A diferencias de los cacerolazos de los años 1970, que se efectuaban por grupos en manifestaciones en el centro de Santiago, estos se hicieron desde las casas, sumando cada vez más gente que sonaba las cacerolas hasta entrada la madrugada en todo el país.

### Primer gobierno de Sebastián Piñera
En mayo de 2011 —durante el primer gobierno del presidente Sebastián Piñera— se produjo un cacerolazo en contra del proyecto hidroeléctrico HidroAysén, que pretendía construir cinco centrales hidroeléctricas en la Patagonia. La manifestación tuvo lugar en Concepción, Chillán, Valparaíso, Temuco, Coyhaique, Puerto Montt, Valdivia, Viña del Mar y Santiago; estando acompañadas de un apagón de 15 minutos.
El 4 de agosto, durante la movilización estudiantil de 2011, la entonces presidenta de la Federación de Estudiantes de la Universidad de Chile (FECH), Camila Vallejo, convocó a un cacerolazo a las 21 horas por la dura represión que sufrieron los estudiantes unos momentos antes, durante una marcha por la Alameda, no autorizada por el gobierno. A partir de las 20 horas, se comenzaron a escuchar las primeras ollas en el centro de la capital y se comenzaron a ver las primeras personas que salían a los balcones en los alrededores de Plaza Italia, con cacerola y cuchara en mano, apoyando el movimiento estudiantil. Con el correr de los minutos se comenzó a escuchar con más fuerza el sonido de las ollas en todos los sectores de Santiago, y a partir de las 21 horas en todo Chile, reportándose cacerolazos en Viña del Mar, Arica y Concepción. Aunque el mismo fue pacífico, vecinos cercanos a Plaza Italia y a la Casa Central de la Universidad de Chile aseguraron que los carabineros insistían en dispersarlos. La jornada de protestas del 18 que se extendieron hasta la madrugada del 19 también cerraron con cacerolazos en Santiago y otras ciudades del país, como Concepción, Valparaíso, Temuco y La Serena. Ese mismo día, unas 200 personas se manifestaron con cacerolas en favor de las demandas estudiantiles, durante la realización de la parada militar anual que puso fin a las celebraciones de las fiestas patrias, a la que asistieron las principales autoridades del país.
El 11 de julio de 2013, hubo cacerolazos, barricadas, fogatas y bombas molotov en varios puntos de la capital, a pocas horas de haber finalizado un paro nacional convocado por la Central Unitaria de Trabajadores (CUT) en demanda de mejoras salariales.

### Segundo gobierno de Michelle Bachelet
El 10 de agosto de 2016 —durante el segundo gobierno de la presidenta Michelle Bachelet— el movimiento "No + AFP" convocó a cientos de personas en varias calles del país en contra del sistema de pensiones y también como una respuesta a los anuncios realizados por la entonces presidenta Bachelet sobre esta materia. Los cacerolazos se replicaron en varios puntos de la capital y en ciudades como Concepción, Valparaíso, La Serena, Temuco, Cañete, Toltén, Viña del Mar, Los Ángeles y Valdivia. Aunque la protesta fue pacífica, a la altura de la Alameda se dispersaron manifestante con el carro lanza agua.

### Segundo gobierno de Sebastián Piñera
A las 21:00 del 18 de noviembre de 2018 se realizó un cacerolazo organizado de forma espontánea, en el cual se exigía la renuncia de Luis Mayol (intendente de la región de La Araucanía) y Andrés Chadwick (ministro del Interior y Seguridad Pública) a raíz de la muerte del comunero mapuche Camilo Catrillanca. En Santiago, ciudadanos se reunieron en varios sectores expresando entre otras pancartas "Camilo asesinado por Piñera" y "Justicia por Camilo". También se registraron cacerolazos en las comunas de Ñuñoa —acompañados del grito de "asesino" — y Providencia, y ciudades como Valparaíso.
El 26 de junio de 2019 se realizó el Cacerolazo de los Patipelaos, en apoyo al paro nacional establecido por el Colegio de Profesores (CP). La protesta se registró en Iquique, Tocopilla, La Serena, Santiago, Rancagua, Valparaíso y Valdivia, entre otras ciudades.
En varias zonas y ciudades, los cacerolazos fueron parte del estallido social que se originó en octubre de 2019.

## Argentina
En Argentina los cacerolazos, aunque iniciaron en 1982, se encuentran asociados en el imaginario colectivo con las jornadas de protestas del 19 y 20 de diciembre de 2001 que culminaron con el fin del gobierno de Fernando de la Rúa. Desde entonces los cacerolazos se popularizaron entre el repertorio de acciones de protesta en los sectores urbanos del país. A partir del año 2000, los gobernantes han evitado tratar el tema de los cacerolazos en su contra, y en la última década, el gobierno de Mauricio Macri ordenó realizar informes de inteligencia sobre ellos.

### Primeros cacerolazos
El primer cacerolazo del que se tiene registro, ocurrió el 20 de agosto de 1982, a finales de la dictadura militar autodenominada Proceso de Reorganización Nacional. En aquel momento, un grupo de mujeres, niños y desocupados, a pesar del terrorismo de Estado, protestó en la Plaza de Mayo, donde golpearon cacerolas, cantaron el Himno Nacional Argentino, agitaron las bolsas de compras vacías y lograron entrevistarse con asesores del Ministro de economía, José María Dagnino Pastore, para elevar un petitorio avalado por 4000 firmas. El 9 de septiembre de 1982, se repitió la imagen en la provincia de Mendoza.
Durante la presidencia de Raúl Alfonsín (1983-89) se dieron varios cacerolazos. El primero de ellos ocurrió el 9 de octubre de 1986, cuando el Movimiento de Amas de Casa del País (ACP) y el Sindicato de Amas de Casa de la República Argentina lo adhirieron al plan de lucha de la Confederación General del Trabajo (CGT), para la huelga organizada de ese día. Luego vinieron otros:
- Las organizaciones de mujeres realizaron un cacerolazo en Capital Federal y en Mendoza.[33]
- En Córdoba el Cacerolazo democrático el 17 de abril de 1987, tras el tras el levantamiento carapintada.
- El cacerolazo de las comisiones vecinales en Neuquén y el de La Plata en agosto de 1988 por el aumento de las tarifas de servicios.
- Y los de varias localidades de la provincia de Buenos Aires, como en el partido de San Miguel, también en 1988.

De cualquier manera, los cacerolazos más importantes se dieron en la Ciudad Autónoma de Buenos Aires, como el que se dio en la marcha de la CGT el 9 de septiembre de 1988, y el convocado para el 21 de septiembre de 1988 bajo la consigna «Contra el tarifazo, el cacerolazo». Sobre el final de la década, en el momento más crítico de la hiperinflación, continuaron los cacerolazos, aunque en menor medida. Entre ellos, se dio un cacerolazo organizado por el FREJUPO (Frente Justicialista de Unidad Popular) en el partido de San Isidro en apoyo a la candidatura de Menem.
Durante el segundo gobierno de Carlos Menem (1989-99) se volvieron a dar nuevo cacerolazos, más grandes y organizados, y siempre motivados contra la política económica y social del gobierno. El primero ocurrió la noche del 12 de septiembre de 1996, organizado por el Foro Multisectorial —conducido por el Frente País Solidario y la Unión Cívica Radical—, que logró extenderse por muchos barrios de Buenos Aires. Estuvo acompañado de un apagón de 5 minutos que provocó una baja del consumo de luz del 47 % y el presidente lo calificó como «una fantochada, un fracaso». A este le siguieron el apagón telefónico del 10 de febrero de 1997 y el apagón contra Edesur el 18 y 19 de febrero de 1999, contra el triple crimen de Cipolletti del 11 de diciembre de 1997 y el 9 de agosto de 1998.

### Crisis de diciembre de 2001
Entre 2001 y 2002 el índice de pobreza alcanzó cifras récord (52.8 %) así como también el de desocupación (superior al 21.5 %); la fuga de capitales era incontrolable. Este panorama contribuyó a los cacerolazos de fines de 2001 que formaron parte de un estallido popular que causó, entre otros efectos, la renuncia del Ministro de Economía, Domingo Cavallo, y del presidente, Fernando de la Rúa.
El elemento desencadenante fueron las fuertes restricciones a la disponibilidad de los depósitos bancarios impuestas a partir del 1 de diciembre por el gobierno. Once días más tarde, la Confederación Argentina de la Mediana Empresa (CAME) convocó a un bocinazo y cacerolazo en la tarde y otro en la noche, con epicentro en la Plaza de Mayo. La primera tuvo escaso apoyo, pero al anochecer se sonaron fuerte las cacerolas, sumándose gente de algunos barrios de Buenos Aires y de las ciudades de Lanús, Mar del Plata, Salta y Jujuy. Este se acompañó de apagones, pero en menor medida que los realizados en 1996.
El 19 de diciembre de 2001 comenzó un nuevo cacerolazo, que terminaría con la renuncia de gran parte del gobierno de Fernando de la Rúa. El día había comenzado con el incremento en la cantidad de saqueos en diferentes puntos del país, sobre todo en busca de comida, que ocurrían desde una semana antes, al punto que llegarían por primera vez a la Ciudad Autónoma de Buenos Aires. En esos siete días de saqueos fueron asesinadas, al menos, cinco personas por las fuerzas de seguridad y los propios comerciantes. Debido al clima de violencia, el presidente De La Rúa decretó un estado de sitio. La reacción de los ciudadanos fue clara e inmediata; comenzó un cacerolazo espontáneo en todo el país, mientras que aquellos que se encontraban cercanos al centro de la ciudad marcharon al Congreso y a la Casa Rosada, bajo la consigna “qué boludos,/ qué boludos,/ el estado de sitio,/ se lo meten en el culo”. A la una de la mañana del 20 de diciembre, la multitud que se encontraba en las cercanías de Plaza de Mayo fue fuertemente reprimida, mientras se anunciaba por televisión la renuncia de Domingo Cavallo. Antes de eso, ya se había adelantado la renuncia del resto del Gabinete.
Luego de la renuncia del Ministro, la protesta tímidamente continuó durante toda la noche, en medio de represión policial, tanto en la Plaza de Mayo como en el Congreso. Durante la mañana del 20 de diciembre, se unieron a los cacerolazos distintas organizaciones sociales y políticas, entre ellas las Madres de Plaza de Mayo, Durante todo este día la consigna fue «que se vayan todos». El cacerolazo y la protesta fue respondida desde el gobierno con una brutal represión, que dejó un saldo de cinco personas asesinadas, y más de 227 heridos (entre ellos cinco intentos de asesinato); a esta represión se la conoce popularmente como la Masacre de Plaza de Mayo. En todo el país la cantidad de muertes ascendió a 36 personas, entre ellas siete niños entre trece y dieciocho años. En horas de la tarde el presidente renunció y dejó la Casa Rosada a bordo de un helicóptero.
Luego de la renuncia del presidente, se activó lo determinado en la «Ley de Acefalía», con lo cual la Asamblea Legislativa eligió como presidente el 23 de diciembre a Adolfo Rodríguez Saá. Cinco días más tarde, se produjo un nuevo cacerolazo con una participación de más de 30 000 personas en el centro porteño. Este se debió sobre todo a la persistencia del corralito y la designación de políticos con mala reputación o tildados de "corruptos". Las protestas se extendieron entre varios barrios, con bloqueos de calles, cohetes, bocinas y cacerolas. Como consecuencia, el gobierno de Rodríguez Saá, pidió la renuncia a casi todos sus ministros y secretarios. Al otro día, el mismo presidente presentaría su renuncia.

### Gestión de Cristina Fernández de Kirchner
Durante el gobierno de Cristina Kirchner se realizaron dos series de protestas con amplia presencia de cacerolazos: una producto del paro agropecuario de 2008 y otra producto de un descontento social hacia el gobierno. El periodista y conductor Eduardo Feinmann aseguró que mientras trabajó en Canal 5 Noticias la orden era no mostrar ni una imagen de los cacerolazos contra el gobierno, versión desmentida por los videos de archivo. Los simpatizantes kirchneristas llegaron a mofarse de los protestantes que participaban en los cacerolazos, llamándolos "caceroludos".

#### Paro agropecuario de 2008
En 2008 hubo cacerolazos durante el paro agropecuario, lock out y bloqueo de rutas, debido al proyecto de implementación de un esquema de gravámenes móviles para las exportaciones de soja, trigo y maíz. Hubo uno el 25 de marzo y madrugada del 26 en Plaza de Mayo, luego de un discurso de la presidenta donde criticó el paro agropecuario. Como respuesta, militantes kirchneristas encabezados por Luis D'Elía se movilizaron allí para apoyar al gobierno y oponerse al cacerolazo, y se produjeron algunos incidentes entre quienes se manifestaban en contra y a favor del gobierno. Hubo dos cacerolazos más el 27 y 28 de marzo y otro par en junio —cuando el lock out patronal había alcanzado su pico de tensión y paralizado varios pueblos y ciudades— en simultáneo con diversos actos realizados en el interior del país.

#### Reclamos al gobierno
Luego de la reelección de Cristina Fernández de Kirchner en 2011, ocurrieron varios cacerolazos, algunos convocados a través de las redes sociales por la oposición política y grupos antikirchneristas. Estos fueron producto de un descontento social, con un amplio margen de reclamos como la inseguridad, la corrupción, los altos niveles de inflación —entonces la segunda más alta de América Latina— y otros temas específicos. Muchos de ellos se acompañaron de consignas violentas y agravios a los miembros del gobierno, a militantes del kirchnerismo o a supuestos «infiltrados». hubo también incidentes violentos contra periodistas. donde hubo agresiones hacia periodistas del programa 678 que lo estaban cubriendo; hecho lamentado por la Asociación de Entidades Periodísticas Argentinas.
Hubo otro el 4 de septiembre, mientras la presidenta Cristina Kirchner hablaba en cadena nacional, contra su uso. Uno el 13 de septiembre, bautizado el 13S, con una convocatoria de entre 50.000 y 200.000 personas en la Plaza de Mayo. Y el 8 de noviembre, llamado 8N; la de mayor convocatoria con entre 70.000 y 500.000 personas, que también se replicó en ciudades del exterior. Fue promovido por dirigentes de la oposición a través de las redes sociales y causó un fuerte repudio de la Asociación Mutual Israelita Argentina por la presencia de simbología nazi en él. También se reportaron ataques a la prensa.
El 18 de abril de 2013 se dio un nuevo cacerolazo, el 18A, convocado por partidos opositores como el PRO o la Unión Cívica Radical. Se manifestaron principalmente en Buenos Aires, Mar de Plata, Rosario y Salta en oposición a la Reforma Judicial de 2013 en Argentina, la corrupción y las jubilaciones sin aporte. Tuvo una menor adhesión y también hubo violencia hacia periodistas del canal 7, CN23, C5N y Télam. Días después, la presidenta Cristina Fernández de Kirchner criticó las agresiones contra un militante de PRO. Organizadores este aseguraron que mantuvieron una reunión en Brasil con sectores vinculados a los fondos buitre para obtener financiamiento. Tres de los caceroleros más conocidos de las redes sociales reconocieron el encuentro, y uno de ellos explicó además que el vínculo para la reunión fue a través de la American Task Force Argentina (ATFA), el principal grupo de lobby de los acreedores que demandaban a la Argentina.
A pesar de los esfuerzos de los organizadores, ese fue el último cacerolazo que registró un considerable nivel de adhesión. Luego se sucedieron otros de menor trascendencia: el 8 de agosto —cuya realización se vio envuelta en polémica— y el 8 de noviembre de 2013, y el 13 de noviembre de 2014. A tal punto llegó la falta de convocatoria de los últimos cacerolazos, que fueron bautizados burlonamente como «fracacerolazos» en la red social Twitter.

### Gestión de Mauricio Macri
A cuatro meses de la presidencia de Mauricio Macri, el 7 de abril de 2016, se produjo un cacerolazo en varias ciudades del país, pidiendo la renuncia de Macri, luego que este hubiese dado un discurso anunciando que se presentaría ante la justicia por su implicación en los Panama Papers. En la marcha, convocada bajo el lema "7A por el Juicio Político a Macri", también mostraron su descontento contra la gran cantidad de despidos, el ajuste económico y la corrupción.

#### Tarifazo
Dos meses más tarde, el gobierno determinó la quita de subsidios estatales y los aumentos en las tarifas del gas, el agua y la electricidad, que en ocasiones había superado el 1000 %, y en algunos casos llegaban al 2000 % de aumento. Asociaciones de consumidores y de defensa de los derechos de los usuarios, usuarios y agrupaciones políticas llamaron a un cacerolazo para el 14 de julio de 2016, que tuvo consignas como "No al tarifazo" y "Chau Aranguren", en referencia al ministro de Energía y Minería, Juan José Aranguren. Este tuvo importante repercusión en bastantes puntos de la capital y del resto del país. Personas y grupos vinculados al kirchnerismo incentivaron las protestas contra El Tarifazo, pero debido a las críticas a los «cacerolazos» durante el gobierno anterior, intentaron darle nombres alternativos como «veredazo», «bocinazo», «ruidazo» y otros, aunque las tradicionales cacerolas igual se hicieron presente.
El 18 de abril de 2018 se repitieron nuevos cacerolazos en las calles en diferentes ciudades y en decenas de esquinas de Buenos Aires y de municipios del Gran Buenos Aires, protestando principalmente contra el tarifazo.
El 4 de enero de 2019 se produjeron nuevos cacerolazos en Buenos Aires y el conurbano tras el anuncio, días atrás, de un nuevo aumento en la tarifa de los servicios públicos y el transporte.

#### Reforma previsional
La noche del 18 de diciembre de 2017, mientras en el Congreso se discutía una impopular reforma previsional que ajustaba el ingreso de los jubilados, y tras una jornada de protestas fuertemente reprimidas ese día y el día 15, se convocaron protestas en los alrededores del Congreso. Hubo cacerolazos múltiples en Buenos Aires, alguno de los cuales llegaron al Congreso. Los mismos se extendieron hasta la madrugada del día siguiente y se replicaron espontáneamente en distintas ciudades. A partir de las 3 a. m. el cacerolazo que se daba en las inmediaciones del Congreso Nacional terminó en enfrentamientos violentos con la policía. Las protestas con cacerolas se repitieron con menor concurrencia en la noche del mismo día, esta vez de manera pacífica, tras la aprobación de la ley. Días más tarde hubo un mini-cacerolazo frente a la casa del jefe de gabinete Marcos Peña. En 2024 se realizaron masivos cacerolazos en  ciudades de las provincias de Salta, Mendoza, Santa Fe, San Luis, Buenos Aires y Río Negro, y en el exterior en ciudades de países como Francia, Italia, Reino Unido, Países Bajos, Bélgica, España, Alemania, Uruguay, Brasil, México, Paraguay, Chile y Bolivia.

#### Crisis cambiaria
El 30 de agosto de 2018 se produjeron nuevos cacerolazos en múltiples puntos de la capital y en las principales ciudades del país, luego de una convocatoria por redes sociales con la consigna «Pará la mano Macri, si no sabés gobernar andate», Esto por la fuerte escalada del dólar en días anteriores y la inflación. La manifestación en Buenos Aires tuvo su eje principal en Plaza de Mayo, en medio de una Marcha Nacional Educativa, confluyendo ambas manifestaciones para finalizar un denominado «jueves negro» en el que la divisa estadounidense alcanzó niveles récords. En Mar de Plata hubo cánticos contra el presidente y el FMI. Los cacerolazos se repitieron la noche del 3 de septiembre en diversos puntos de la ciudad de Buenos Aires, contra la política económica del presidente Mauricio Macri.

## Venezuela

### Años 1990
En Venezuela, en el año 1989, el descontento popular dio lugar a los episodios conocidos como el caracazo, donde el pueblo venezolano reclamó la renuncia del presidente Carlos Andrés Pérez, entre otros medios a través de cacerolazos populares. En febrero de 1992 se produjo el fallido primer intento de golpe de Estado encabezado por cuatro tenientes coroneles del ejército: Hugo Chávez, Francisco Arias Cárdenas, Yoel Acosta Chirinos y Jesús Urdaneta. La noche del 10 de marzo venezolanos en todo el país realizaron un masivo cacerolazo acompañado de apagones, sonar de cornetas y fuegos artificiales, en rechazo a la política económica del gobierno y a la subida de precios de productos básicos; esto luego de violentas protestas durante el día. También hubo algunos gritos en favor de los coroneles que trataron de realizar golpe de Estado. Meses después se produjo el segundo intento de golpe de Estado, también infructuoso; y luego Carlos Andrés Pérez fue destituido de su cargo en mayo de 1993 luego de que la Corte Suprema de Justicia lo encontrara culpable de los delitos de malversación de fondos públicos y fraude a la nación.
En medio de la turbulencia política que se mantenía, los cacerolazos también se escucharon durante el segundo gobierno del presidente Rafael Caldera, en particular en la crisis financiera, cuyo clímax llegó en 1994, causada por el desplome de importantes entes financieros venezolanos y la retención de dinero de los ahorristas. El 20 de marzo de 1996 se realizó en Caracas un cacerolazo, convocado inicialmente por la Federación de Trabajadores del Magisterio en protesta por reivindicaciones salariales. La ocasión fue aprovechada por los caraqueños, quienes entre siete y ocho de la noche se asomaron a sus puertas y ventanas con objetos sonoros para quejarse por el incremento de la inflación y el desempleo, y las medidas económicas que el gobierno planeaba implementar. Otro más se vivió el 10 de octubre en Caracas, cuando miles de habitantes hicieron resonar cacerolas vacías durante casi una hora alrededor de las 12 de la noche, en protesta por la mala situación económica de Venezuela, entonces con la inflación más alta de Latinoamérica.

### Gestión de Hugo Chávez
Las cacerolazos volvieron a reaparecer en Venezuela en el siglo XXI, con el sucesor de Rafael Caldera en la jefatura de estado, Hugo Chávez, quien recibió durante todo su gobierno cacerolazos por parte de sectores opositores. Para finales de 2001, los cacerolazos contra Hugo Chávez eran cotidianos. Luego del golpe de Estado en Venezuela el 11 de abril de 2002 y que se anunciara la supuesta renuncia del presidente, El Nacional reportó cacerolazos y manifestaciones de alegría en las calles de Caracas. También al día siguiente se hicieron presente las cacerolas en una marcha de unas 600 mil personas en la capital, pidiendo la renuncia de Chávez; y otro de protesta la noche del domingo 14 de abril, tras su restitución en el poder. También el mismo Chávez llamó a realizar un cacerolazo para el 20 de agosto en rechazo a la decisión del Tribunal Supremo de Justicia de declarar que no hubo golpe de Estado el 11 de abril.
Posteriormente, Venezuela atravesó una crisis política agravada por la mala situación económica, que llevó a protestas exigiendo la renuncia de Hugo Chávez del poder y el llamado adelantado a elecciones; muchas de ellas acompañadas de cacerolazos. Uno de ellos tuvo lugar el 21 de octubre de 2002, extendiéndose por casi media hora en varios puntos de la capital, luego de un paro cívico de 12 horas. En medio de esto, sucedió el paro petrolero de diciembre de 2002 a febrero de 2003 contra su gobierno. Desde su comienzo se escucharon nuevos cacerolazos en todas las ciudades, convocados por los organizadores del paro todos los días. Uno de los más importantes ocurrió el 14 de diciembre de 2002, luego de una masiva marcha que partió desde 6 puntos en la capital, pidiendo la renuncia del presidente. Al mismo tiempo, decenas de chavistas se reunieron en el Palacio de Miraflores en apoyo al gobierno, el cual anunció un “gaitazo bolivariano” como respuesta. También hubo presciencia de cacerolas durante una marcha en la Pequeña Habana de Miami, en enero de 2003, pidiendo también la renuncia de Chávez.
En septiembre de 2005, los opositores realizaron un cacerolazo al este de Caracas para protestar contra el "régimen dictatorial" y la reforma agraria del gobierno. En 2007, luego que el gobierno no renovara la concesión de la señal abierta de la cadena de televisión RCTV, se realizaron protestas, entre ellas un cacerolazo en barrios y zonas de clase media de Caracas la noche del 28 de mayo, y otro según el mismo medio de comunicación la noche del 24, en varios puntos del país.
En diciembre de 2010 se realizó un cacerolazo mientras el presidente Chávez discursaba en una ceremonia para condecorar militares. Este se molestó y habló en contra de los protestantes, llegando a decir: «Toquen cacerolas, escuálidos de pacotilla, y háganse a la idea de que con eso van a tumbar a este Gobierno». El 2 de diciembre de 2011 se realizó otro acompañado del sonido de bocinas de autos, a las 20 horas en Caracas, convocado por la oposición venezolana contra el gobierno, mientras se realizaba la plenaria de la Cumbre de la Celac. Al mismo tiempo, partidarios del gobierno hacían un "cohetazo" lanzando fuegos artificiales en homenaje a la cumbre.
En agosto de 2012 las cacerolas sonaron desde los balcones de las casas mientras Chávez pasaba en caravana por un barrio de Caracas durante su campaña política, a lo cual el mandatario respondió bajándose del automóvil para ponerse a bailar. Los grupos opositores realizaron otro el 6 de octubre, un día antes de las elecciones presidenciales, para "despedir" al mandatario por pronosticarlo perdedor en los comicios.

### Gestión de Nicolás Maduro

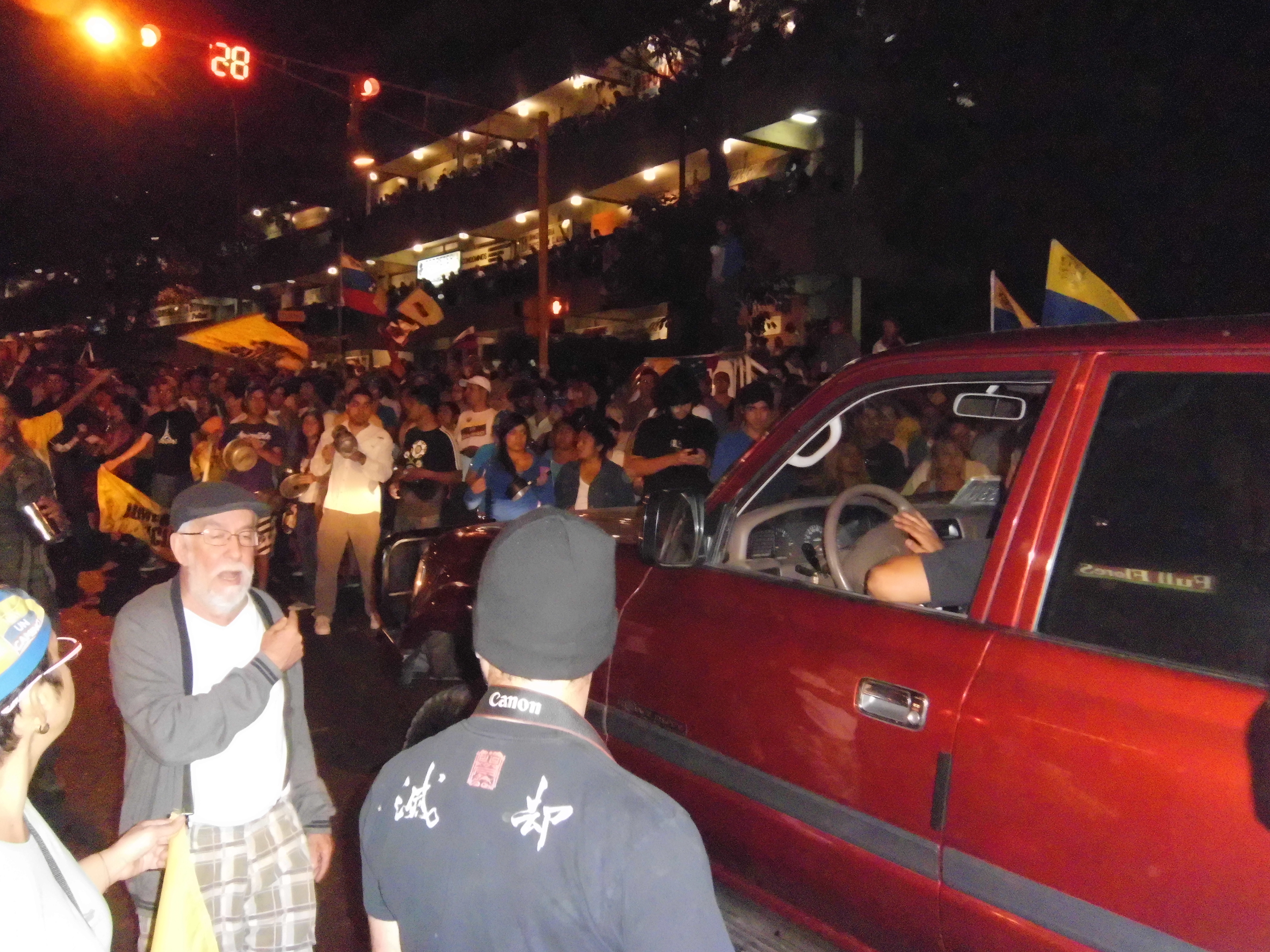
Cacerolazo contra Nicolás Maduro en Caracas el 15 de abril de 2013.

Tras los resultados de las elecciones presidenciales del 14 de abril de 2013, miles de simpatizantes del derrotado candidato Henrique Capriles salieron a las calles al día siguiente alegando fraude y sonando cacerolas, y tomándose las oficinas regionales del Consejo Nacional Electoral en varios Estados. Un ruidoso cacerolazo se escuchó desde las 8 p. m., durando más de una hora, mientras el presidente encargado Nicolás Maduro daba una conferencia en casa presidencial, horas después de haber sido declarado presidente electo. El mismo se acompañó de gritos de "conteo, conteo" en alusión al pedido de Capriles de recontar los votos. Maduro se refirió a él diciendo que «todos los que apoyaban a Pinochet tocaban cacerola.»
Debido a la represión estatal que dejó decenas de heridos graves en contra de las protestas del 16 de abril, y de las amenazas de Maduro de aplicar "mano dura" a quienes participaran en una marcha callejera en su contra, el líder de la oposición Henrique Capriles llamó a sus simpatizantes a protestar desde sus casas. Se realizaron cacerolazos caseros a nivel nacional desde el 17 hasta el 19 de abril, desde las 8:00 p. m. y de hasta hora y media de duración, para pedir el recuento de votos. Maduro llamó a sus simpatizantes a responder al «cacerolazo del odio» con un "cohetazo", esto es, salir a las calles a lanzar fuegos artificiales; pero el estruendo de las cacerolas fue mayor. El día 19, Nicolás Maduro fue juramentado como presidente mientras se escuchaba el sonido de las cacerolas.
En 2016, cientos de residentes de la localidad Villa Rosa, en la isla de Margarita, recibieron a Nicolás Maduro con cacerolazos, cuando este caminaba por la zona. El Foro Penal denunció que cerca de 40 personas fueron detenidas y que el periodista Braulio Jatar había sido detenido por difundir información sobre dicho cacerolazo.
En abril de 2017, un grupo de personas sonó cacerolas contra el alcalde del municipio Libertador de Caracas, Jorge Rodríguez, a su llegada a un hospital. Y el 31 de diciembre del mismo año varias personas realizaron uno contra el gobierno de Maduro, el cual se registró en zonas al oeste de Caracas, en Altos Mirandinos y en Ciudad Guayana.

## Colombia
En Colombia, el 10 de abril de 1992 se produjeron caceroladas en Cali y Buenaventura. A las once de la mañana se inició en la plazoleta el barrio Juan XXIII la marcha de protesta convocada por el Consejo de Mujeres contra los malos servicios públicos, a la que se sumaron trabajadores portuarios y la ciudadanía en general, como rechazo al proceso de privatización del terminal marítimo, que generaron más desempleo en el puerto, también por el elevado costo de la canasta familiar y el proyectado aumento en el Impuesto al Valor Agregado (IVA).

### Gestión de Juan Manuel Santos

#### Reclamos al gobierno
El 5 de diciembre de 2012 y a partir de las 7 de la noche, se produjeron cacerolazos contra el gobierno de Juan Manuel Santos en más de 20 ciudades de todo el país, con eje en el rechazo a una polémica reforma tributaria. Fue organizado por el Comando Nacional Unitario, integrado por las tres centrales obreras del país, más la ONG Fundación Damas Verde Oliva y organizaciones sociales y estudiantiles. Bautizado como el 5D, se convocó por redes sociales, habiendo sido anunciado dos semanas antes, y se inspiró en el 8N ocurrido en Argentina. También hubo reclamos contra la inseguridad, el reconocimiento de las víctimas del conflicto armado en los diálogos de paz con las FARC-EP y el revés por el fallo de La Haya en la disputa marítima con Nicaragua.

#### Paros nacionales
Durante el paro nacional agrario en Colombia de 2013 se realizaron cacerolazos callejeros en apoyo a los campesinos. Uno el 25 de agosto, cuando cientos de personas se juntaron en la Plaza de Bolívar de Bogotá, al cumplirse una semana del paro en varios departamentos. Otro a las 7 p. m. del día siguiente en Bogotá y en varios municipios de Boyacá, uno de ellos bajo un toque de queda. También hubo otro de unas mil personas a las 11 p. m. del 4 de septiembre en Bogotá.
Los colombianos se manifestaron muchas ciudades para oponerse a las políticas económicas del gobierno de Juan Manuel Santos, quien intentó restarle importancia asegurando que "el tal paro nacional agrario no existe".
En diferentes puntos del país miles de campesinos, mineros, obreros, camioneros, estudiantes, organizaciones sociales exigieron el cese de los Tratados de Libre Comercio y las políticas neoliberales. En Boyacá, las autoridades militarizaron la zona con cinco mil efectivos. Los campesinos, la mayoría paperos y lecheros, hicieron un llamado a la comunidad internacional para que se garanticen sus vidas y el derecho a la protesta. En cuatro de los departamentos, entre ellos Tolima y Huila, se produjeron 220 detenciones, decenas de heridos y al menos cuatro muertos.
En 2017, al cumplirse un mes de un paro nacional de maestros, el lunes 12 de junio cientos de maestros salieron a la calle con ollas, tapas, cucharas, cacerolas y todos los elementos de cocina para hacer ruido. Ocurrió a las 10 de la mañana en más de 10 ciudades, como Medellín, Riohacha y Cartagena de Indias.

### Gestión de Iván Duque

#### Paro nacional de 2019
El día 21 de noviembre de 2019, luego de una jornada de movilizaciones y algunos enfrentamientos entre manifestantes y la policía durante el Paro Nacional, habitantes de más de 10 ciudades capitales de Colombia expresaron su apoyo al Paro con un cacerolazo. La manifestación, convocada principalmente mediante las redes sociales, inició aproximadamente a las 7:30 p. m. en Bogotá y se extendió a diversas regiones del país. Para las 8:30 p. m., se emitían reportes de más cacelorazos en ciudades como Medellín, Cali, Bucaramanga, Barranquilla, Cartagena y Tunja, entre otras. Esta protesta pacífica, catalogada como "histórica" por varios medios de comunicación colombianos e internacionales, continuó hasta aproximadamente las 10:30 p. m. Los manifestantes convocaron a una nueva jornada de cacerolazos en la tarde del 22 de noviembre en las principales ciudades del país.
El 28 de abril, 5 y 12 de mayo se realizan cacerolazos históricos en todo el país, con duraciones de 1 hora a 5 horas en Cali, Bogotá y Medellín.

### Gestión de Gustavo Petro
El primero de mayo de 2024 se registraron cacerolazos de 40 minutos en varias regiones del país en contra de la ruptura de relaciones entre Colombia e Israel, de varias decisiones que el presidente ha tomado y que marchó en las manifestaciones del día del trabajo, aprovechando el momento para convocar a marchas a favor de su gobierno. Se escucharon gritos diciendo ¡Fuera Petro! Principalmente en el norte de Bogotá, donde empezó el cacerolazo

## España
Los ecos de los cacerolazos latinoamericanos llevaron esta forma de protesta a España, con el nombre de cacerolada.

### Gestión de José María Aznar
El 27 de marzo de 2003 miles de ciudadanos realizaron una cacerolada en Barcelona, Madrid, Valencia, Granada Cáceres, Cantabria, Murcia y Asturias, acompañada de apagones; como una forma de protesta más en contra de la posición del gobierno de José María Aznar en la guerra de Irak.
Después de los atentados terroristas de Madrid el 11 de marzo de 2004 y de que se anunciara la detención de 2 marroquíes y dos indios; a tan sólo un días de las elecciones generales del 14 de marzo, miles de personas salieron a las calles en toda España y frente a las sedes del partido de gobierno, convocadas a través de SMS, exigiendo saber la verdad sobre los atentados y en contra de lo que señalaron como manipulación informativa. La misma se acompañó de estruendosas caceroladas nocturnas en la Puerta del Sol en Madrid y en otras ciudades.

### Gestión de José Luis Rodríguez Zapatero
El 10 de marzo de 2007 a las 5pm sonó una cacerolada en diferentes puntos de Barcelona contra «la manipulación y la hipocresía del PP», el cual a su vez convocó para ese momento una manifestación contra la política terrorista del gobierno de José Luis Rodríguez Zapatero.
El 15 de mayo de 2011 comenzaron en España una serie de protestas con un amplio espectro de reclamos contra el sistema político y económico, llevadas a cabo por los denominados "indignados", algunas de ellas en forma de caceroladas. La primera ocurrió 3 días después, cuando cerca de 2,000 personas se reunieron en la Plaza de Cataluña acompañando a unos 300 activistas que acampaban allí para protestar por la crisis económica y la forma en que los políticos y la banca la abordaban, y realizaron una estruendosa cacerolada a las 21 horas. Este evento se repitió la tarde del día siguiente, y también se replicó en la plaza de Candelaria de Tenerife. Se siguieron realizando caceroladas en la Plaza de Cataluña el 22 de mayo, una hora después de la votación de las elecciones municipales; y la noche del 27 por parte de unas 10 mil personas, luego que esa misma tarde se produjeran enfrentamientos entre unos 250 acampados y la policía. El 30 de agosto también un escaso grupo de indignados protestó frente al Congreso de los Diputados por cumplirse la primera fase de la reforma constitucional española.

### Gestión de Mariano Rajoy
Casi año después de iniciado el movimiento indignado, y ahora bajo el gobierno de Mariano Rajoy, el movimiento volvió a convocar protestas en la Puerta del Sol de Madrid por la gestión de la crisis. La primera ocurrió el 12 de mayo, con una pequeña cacerolada registrada en la madrugada. Otra el 15 de mayo, cuando unas 5,000 personas conmemoraron un aniversario del movimiento sonando cacerolas, llaveros, latas y botellines por casi una hora en la tarde-noche. Y al día siguiente, luego que aumentara la prima de riesgo. Casi un mes después, una nueva cacerolada en la Puerta del Sol reunió a más de un centenar de personas para quejarse por el rescate bancario español, al que calificaron de "estafa"; también se registraron caceroladas en la Plaza de Cataluña de Barcelona y en Santander.
El 18 de abril de 2016 se realizaron distintas caceroladas convocadas por la Plataforma de Afectados por la Hipoteca (PAH) y Alianza Contra la Pobreza Energética (APE) en hasta 44 ciudades y municipios a nivel estatal, con diversas concentraciones en las sedes del Partido Popular, por el posible recurso a la ley catalana contra los desahucios y la pobreza energética.

### Proceso independentista de Cataluña
El 4 de noviembre de 2014 los vecinos de Barcelona y otros municipios protagonizaron un cacerolazo contra la suspensión del proceso participativo del 9 de noviembre por parte del Tribunal Constitucional.
En septiembre y octubre de 2017, en Cataluña y especialmente en Barcelona, las caceroladas se volvieron un símbolo de los independentistas, habituados a sonar sus cacerolas todos los días desde sus balcones a las 10 de la noche. Se sonaron con más fuerza sobre todo luego del referéndum de independencia que tuvo lugar el 1 de octubre, cuando se aplicó el artículo 155 y se encarceló a los presidentes de la Asamblea Nacional Catalana y de Òmnium Cultural. Las primeras tuvieron lugar el 20 y 21 de septiembre en la mayoría de barrios de Barcelona y en casi todos los municipios de Cataluña, en protesta por las 14 detenciones y los 22 registros del Gobierno español contra la organización del referéndum. Se realizaron a las 10 de la noche desde las calles y las casas, acompañadas de pitidos y gritos a favor de la independencia.
Tras la realización del referéndum, el mismo día a las 10 de la noche se realizó una cacerolada que se hizo escuchar en todo País Vasco, contra «la violencia, la represión y imposición española. En defensa de Catalunya. En defensa de la democracia.» El 3 de octubre la típica cacerolada nocturna se adelantó una hora para coincidir con el discurso del Rey Felipe VI, quien acusó a la Generalidad de Cataluña de fracturar la sociedad. Asimismo, hubo una cacerolada espontánea días después en Barcelona, justo después que el presidente del gobierno español, Mariano Rajoy, anunciara la implementación del artículo 155. Luego, el movimiento independentista realizó otra a las diez de la noche del segundo día de noviembre en toda España, por encarcelarse a 9 funcionarios del gobierno catalán como resultado de la implementación del artículo.
El 4 de octubre se produjeron también cacerolazos antiindependentistas en San Antonio Vilamajor, Hospitalet de Llobregat y San Adrián de Besós durante la declaración televisada de Carles Puigdemont, anunciando que seguiría adelante con sus planes separatistas tras el referéndum del 1 de octubre

### Corrupción en la Casa Real
El 18 de marzo el rey presidió en el Palacio de la Zarzuela una reunión del Comité Técnico de Gestión del Coronavirus del gobierno español. Ese mismo día, Felipe VI se dirigió al país en un discurso televisado motivado por la extensión de la pandemia. Durante la retransmisión de su discurso tuvo lugar en varias ciudades españolas, con un seguimiento desigual, un cacerolazo en los balcones de los domicilios que fue convocado a través de redes sociales. Unos días antes se había conocido el cobro de 100 millones de euros, supuestamente procedentes de comisiones saudíes, que se habrían depositado en las cuentas de una fundación que tendría como beneficiario al rey Juan Carlos. Los manifestantes demandaron que Felipe VI renunciara a la herencia de su padre y la donación del dinero presuntamente obtenido a la sanidad pública. Tres días antes, la Casa Real había informado en un comunicado que Felipe VI renunciaba a la herencia paterna y retiraba a su padre la asignación procedente del presupuesto público.

### Gestión de Pedro Sánchez Castejón
Como respuesta a las medidas del gobierno de Pedro Sánchez motivadas por la crisis del COVID-19, se organizó una serie de protestas originadas en el Barrio de Salamanca a las 21:00, en Madrid, que luego se fueron extendiendo por todo el país, las cuales llegaron hasta Galapagar, al lado de la residencia del vicepresidente Pablo Iglesias. Estas últimas hicieron que delante de la vivienda del vicepresidente, tuviera que haber un despliegue de varios coches de la Guardia Civil.

### Pequeñas caceroladas
Se han realizado además pequeñas protestas con cacerolas haciendo reclamos a autoridades locales en ciertos puntos de España. Una de ellas en noviembre de 2005, por vecinos de la ciudad de La Laguna, en la isla de Tenerife, por la ausencia de luz eléctrica durante varios días, debido los efectos de la tormenta tropical Delta que había destruido el tendido eléctrico y por la incapacidad de las autoridades y la compañía eléctrica Unelco en restablecer el servicio. En julio de 2007, también los vecinos de algunos barrios en Barcelona protestaron con una cacerolada nocturna tras averiarse 4 subestaciones eléctricas y pasar 12 horas sin electricidad.
En octubre de 2017, los vecinos de Bajo la Cuesta marcharon por Candelaria (Tenerife) con pitos y cacerolas para recordar un año de "destierro", refiriéndose al desalojo de una quincena de viviendas por riesgo de desprendimientos en la zona, que se supone duraría 3 o 4 meses. Y en diciembre del mismo año unas 200 personas concentradas en el ayuntamiento de Granadilla de Abona protestaron por las plataformas petrolíferas instaladas en el puerto de este municipio.

## Brasil
En Brasil, en mayo de 2016 estallaron cacerolazos espontáneos contra el flamante presidente interino, Michel Temer, mientras daba su primera entrevista en el cargo para un programa de la cadena televisiva Globo. Miles de personas hicieron sonar sus cacerolas en São Paulo, Río de Janeiro, Brasilia, Salvador de Bahía, Porto Alegre, Belo Horizonte, Curitiba y Florianópolis; acusándolo de "traidor" y "golpista", y pidiendo su renuncia al grito de "Fascistas, no pasarán". También se hicieron reclamos contra la falta de mujeres ministras en su gabinete y la investigación contra siete de sus ministros en la Operación Autolavado.

## Canadá
Durante la lucha de los estudiantes opuestos al aumento de los costos de estudios superiores, el 18 de mayo de 2012 el Gobierno de Quebec publicó una ley conocida como la Ley 78, que limitaba las protestas públicas, libertad de asociación y piquetes en lugares cercanos a las instituciones educativas. La gran coalición de la Asociación por una Solidaridad Sindical Estudiantil y la sociedad civil en Quebec organizaron una manifestación con cacerolas que se llevó a cabo paralelamente en Montreal, Vancouver, Victoria, Winnipeg y Calgary, además en algunas ciudades fuera del país. En Montreal, la ciudad más grande de Quebec, se llegaron a realizar más de 40 caceroladas callejeras.

## Ecuador
En Ecuador, se realizó un cacerolazo el 12 de octubre de 2019 en varios puntos de Quito, pidiendo ser escuchados, ya que es una queja del pueblo al no tener qué comer. También hubo pronunciamientos contra el toque de queda vigente en ese momento, contra el presidente Lenín Moreno y contra la represión y militarización que ocurrió durante las protestas de ese año contra las medidas económicas del gobierno.

## Honduras
En Honduras, debido a las protestas y los saqueos ocurridos tras las elecciones generales de 2017, el gobierno decretó un toque de queda, aplicable durante 10 días. En protesta por esta medida y por un presunto fraude en las elecciones, la noche del día siguiente varias personas en todo el país realizaron un cacerolazo desde sus casas, que a su vez se repitió a la noche siguiente, incluyendo fuegos artificiales y movilizaciones en horas prohibidas. Ambos cacerolazos fueron promovidos por la oposición a través de redes sociales, donde también los partidarios al gobierno anunciaron un "ruidazo" que no se hizo escuchar.

## Islandia
En el marco de la Gran Recesión y la crisis financiera en Islandia de 2008-2009, desde octubre de 2008 se venían realizando protestas callejeras pidiendo la dimisión del gobierno, al mando del primer ministro Geir H. Haarde. El 21 de enero de 2009 las protestas con cacerolas continuaron en la capital, con miles de manifestantes sonando cacharrería de cocina y otros instrumentos metálicos frente al parlamento, durante la primera reunión del año de este. Algunos incidentes ajenos a esta índole pacífica incluyeron la rotura de ventanas del edificio legislativo y lanzamiento de diversos elementos contra este, como granadas de humo.
El 1 de febrero de 2009 el primer ministro renunció, provocando que miles de islandeses salieran a festejar golpeando cacerolas frente al Congreso, en la capital, Reikiavik. Las protestas ocurridas son conocidas como la "Revolución islandesa" o "Revolución de las cacerolas" (inglés: Kitchenware Revolution), debido al uso de las mismas por los manifestantes.

## Puerto Rico
En Puerto Rico se realizó un cacerolazo masivo el 19 de julio de 2019, pidiendo la renuncia del gobernador Ricardo Rosselló, tras un escándalo provocado por la filtración de sus conversaciones privadas. También hubo una protesta con presencia de cacerolas.  

## República Dominicana
La noche del 21 de febrero de 2020 se convocó un cacerolazo como parte de las protestas causadas por la suspensión de las elecciones municipales de República Dominicana. Cientos de protestantes, especialmente jóvenes manipulados, se habían congregado diariamente frente a la sede de la Junta Central Electoral, reclamando pacíficamente que se investiguen las irregularidades del sistema de votación automatizado y buscando la transparencia electoral. El informe de la OEA confirmó que fue una mala gestión de la JCE y que fue responsable de la falla en sistema de voto automatizado. Con el fin de integrar a las personas que no pudieran asistir, se organizaron horarios de manifestación consistentes en 10 minutos de golpes de cacerolas, ollas y sartenes, divulgándose primordialmente por las redes sociales bajo el lema "Saca tu olla, caldero o sartén y dale duro". Posteriormente, se compartieron vídeos de cacerolazos desde distintos puntos del país, siendo uno de los más populares grabado cercano a la residencia presidencial. El 13 de octubre de 2024 hubo se convocó un cacerolazo por una reforma fiscal que realizó el gobierno, aumentando los precios de la electricidad y habiendo mayor cantidad de apagones.

## Uruguay
Durante los últimos años de la dictadura cívico-militar (1973-1985) se realizaron en Uruguay cacerolazos en oposición al régimen. El 25 de agosto de 1983 —cuando se conmemora el Día de la Independencia en el país— los uruguayos salieron masivamente a las calles a golpear cacerolas, en una manifestación que se repitió luego en forma semanal hasta el fin de la dictadura.
El 20 de mayo de 2002 se realizó nuevamente un cacerolazo que fue convocado por PIT-CNT en contra del último ajuste masivo fiscal dispuesto por el gobierno del presidente Jorge Batlle en medio de la crisis económica que atravesaba el país, el cual suponía más aumentos a los gravámenes a los ingresos laborales y empresariales, así como la extensión al agua y al transporte del impuesto al consumo. Ese día lunes, el estruendoso cacerolazo de casi 10 minutos de duración estuvo acompañado por un apagón, recibiendo una amplia acogida en Montevideo y el resto del país.

## Cacerolazos virtuales
Como opciones alternativas al golpeteo de utensilios de cocina, se han creado medios que reproducen el sonido de los cacerolazos. Uno de ellos surgió en Venezuela por finales de octubre de 2001; se trató de un CD con dos pistas de 14 minutos emulando el ruido de las cacerolas, el cual fue llamado Kacerolazo Mix por su creador, Luis Guillermo Rodríguez. A este le siguieron otros dos CDs copiando la misma idea, que junto al primero, fueron bien usados durante el paro petrolero de 2002-2003. Más tarde sería lanzada la aplicación iCacerolazo para iOS, que tuvo una fuerte repercusión en las protestas del 8N en Argentina, existiendo también otras opciones para Android.